# Aeollanthus zanzibaricus
Aeollanthus zanzibaricus là một loài thực vật có hoa trong họ Hoa môi. Loài này được S.Moore mô tả khoa học đầu tiên năm 1877.